# Paraguay ai Giochi della XXXI Olimpiade
Il Paraguay ha partecipato ai Giochi della XXXI Olimpiade, che si sono svolti a Rio de Janeiro, Brasile, dal 5 al 21 agosto 2016, con una delegazione di undici atleti impegnati in sette discipline. Portabandiera alla cerimonia di apertura è stata la golfista Julieta Granada, alla sua prima Olimpiade.
Si è trattato della dodicesima partecipazione di questo paese ai Giochi estivi. Non sono state conquistate medaglie.